# Pterothrissus gissu
Espèce
Statut de conservation UICN

 DD  : Données insuffisantes
 Pterothrissus gissu est une espèce de poisson appartenant à la famille des  Albulidés.